# Yusof Mohamed Alam
Yusof Mohamed Alam mit vollem Titel Pengiran Maharaja Lela Sahibul Kahar Mohamed Yusof (arabisch ڤڠيرن انق محمد يوسف, geb. 24. Juni 1948; gest. 13. Dezember 2004) war ein bruneiischer Beamter und Mitglied der königlichen Familie. Er war der Bruder von Königin Saleha und wurde 1967 „Consort“ (Ehemann) von Prinzessin Nor’ain. Zuvor hatte er als Leiter des Jabatan Adat Istiadat Negara (Royal Customs and Protocols Department, Yang Di-Pertua) gedient und war Mitglied mehrerer Staatsräte gewesen.

## Leben
Pengiran Anak Mohammad Yusof wurde am 24. Juni 1948 in Kampong Sumbiling Lama, Bandar Seri Begawan, geboren.
Er ist der Sohn des Adligen Pengiran Anak Mohamed Alam und seiner Frau Pengiran Anak Besar. Seine frühe Ausbildung erhielt er an der Istana Darul Hana Surau und später an der Gurney English School in Kuala Lumpur. Anschließend setzte er seine Studien am Sultan Omar Ali Saifuddien College und der Victoria Institution (Kuala Lumpur) fort.
Er begann seine Karriere als stellvertretender Controller (Deputy Controller) im Ministerium für Einwanderung und Staatsbürgerschaft in Kombination mit dem Amt des Kommissars für nationale Registrierung (Department of Immigration and Citizenship, Commissioner of National Registration) vom 1. April 1970 bis 31. August 1971, dann war er im Jabatan Adat Istiadat Negara (Department of State Customs and Traditions) von 1975 bis 1981 und vom 1. Dezember 1981 bis zu seiner Pensionierung am 31. März 2000 Leiter des Amtes.
Später wurde Mohammad Yusof zum Mitglied des Privy Council, des Syariah Council, des Adat Istiadat Council und des Succession Council ernannt. Nach der Verleihung des Cheteria-Titels im Jahr 1968 war er für die Leitung und Einhaltung königlicher Zeremonien verantwortlich, um deren Übereinstimmung mit Tradition und Bräuchen sicherzustellen.

## Tod
Am 13. Dezember 2004 verstarb Mohammad Yusof in seinem Haus in Kampong Telanai. Mitglieder der königlichen Familie verrichteten zusammen mit Abdul Aziz Juned die vorgeschriebenen Gebete in seinem Haus. Nach der Zeremonie wurde sein Leichnam zur Kubah Makam Di Raja gebracht und dort bestattet.

## Familie

### Ehe

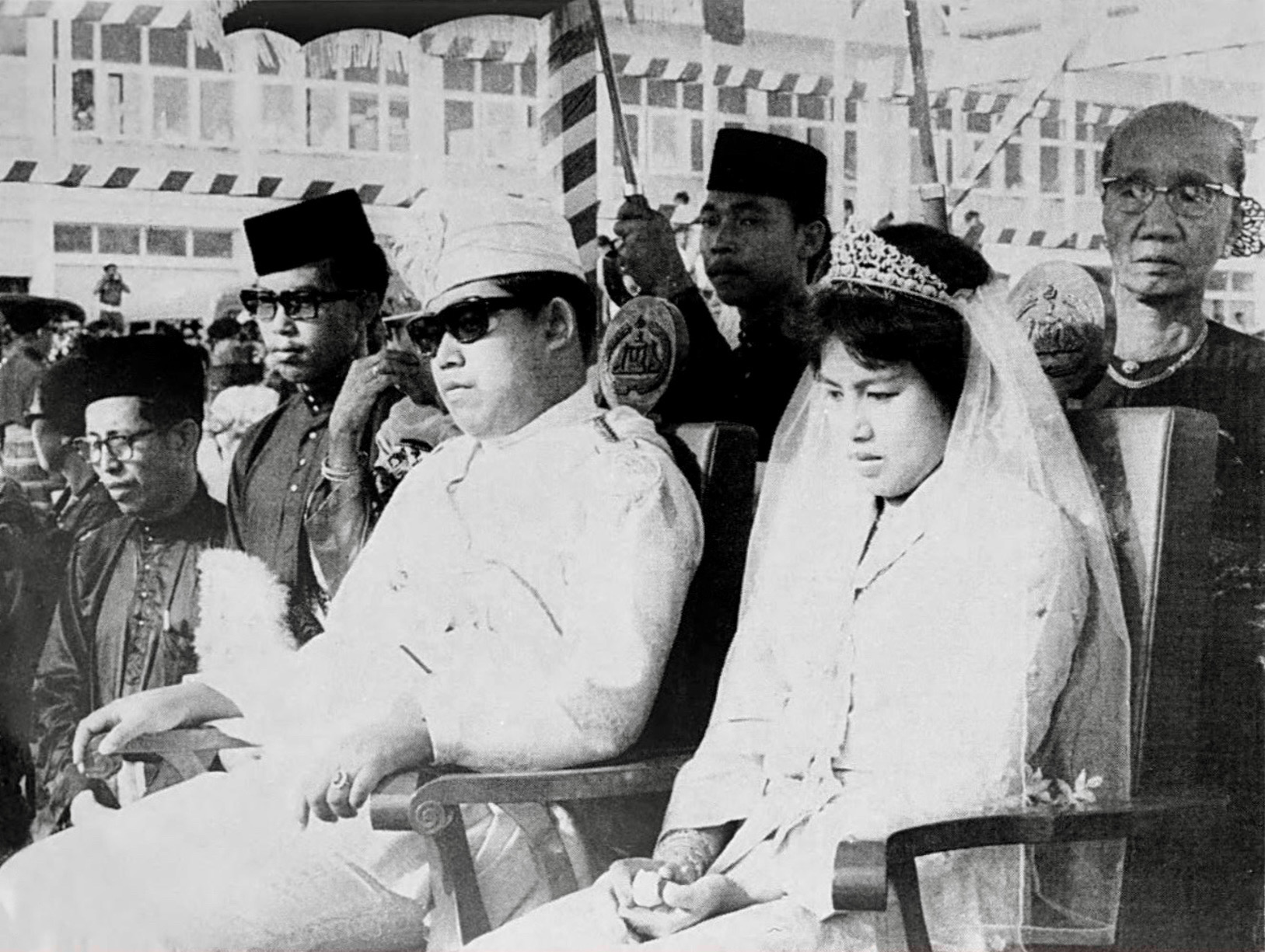
Hochzeit von Yusof Mohamed und Nor’ain, 1967

Yusof war seit dem 18. August 1967 mit Prinzessin Nor’ain Bolkiah verheiratet. Er war somit der Schwager von Sultan Hassanal Bolkiah. Im Rahmen der Feier wurde das Paar in Anwesenheit des britischen Hochkommissars Fernley Webber durch Kampong Ayer und entlang der Ufer des Brunei River. Am 27. fand in der Madrasah-Halle der Abteilung für religiöse Angelegenheiten die Majlis-Kesyukuran-Zeremonie statt, bei der das Paar Geschenke von Mitgliedern der königlichen Familie erhielt.
Er spielte gerne Badminton und Fußball.

### Kinder
Mit seiner Frau hatte er acht Kinder:
- Pengiran Anak Haji Abdul Hadi Bolkiah[7]
- Pengiran Anak Haji Abdul Jabbar
- Pengiran Anak Haji Abdul Kadir[8]
- Pengiran Anak Hurma Raiha'anatul Bolkiah
- Pengiran Anak Hajjah Siti Radhiah[9]
- Pengiran Anak Siti Khadija
- Pengiran Anak Wahida Wadadul Bolkiah
- Pengiran Anak Hajjah Hafiya

## Ehrungen
Yusof wurde am 26. Juli 1968 mit dem Cheteria-Titel Yang Amat Mulia (Hoheit) Pengiran Maharaja Lela Sahibul Kahar ausgezeichnet und erhielt außerdem die folgenden Ehrungen:

### National
- Family Order of Laila Utama (DK I; 1972) – Dato Laila Utama
- Family Order of Seri Utama (DK II; 1970) – Dato Seri Utama
- Sultan Hassanal Bolkiah Medal (PHBS; 1971)
- Pingat Bakti Laila Ikhlas (PBLI; 1999)
- Meritorious Service Medal (PJK; 1989)
- Long Service Medal (PKL; 1987)
- Proclamation of Independence Medal (10. März 1997)
- Coronation Medal (1. August 1968)
- Sultan of Brunei Silver Jubilee Medal (5. Oktober 1992)

### Ausländisch
- Ägypten: 
  -  Grand Cordon des Nil-Orden (1984)
- Selangor:
  -  Sultan Salahuddin Silver Jubilee Medal (3. September 1985)